# Spišské Podhradie
Spišské Podhradie (Hongaars:Szepesváralja) is een Slowaakse gemeente in de regio Prešov, en maakt deel uit van het district Levoča.
Spišské Podhradie telt 3826 inwoners.
Direct bij het stadje ligt de grootste burchtruïne van Slowakije, Spišský hrad. Deze staat op de Werelderfgoedlijst van UNESCO.